# Nicholas Fairfax, 14. Lord Fairfax of Cameron

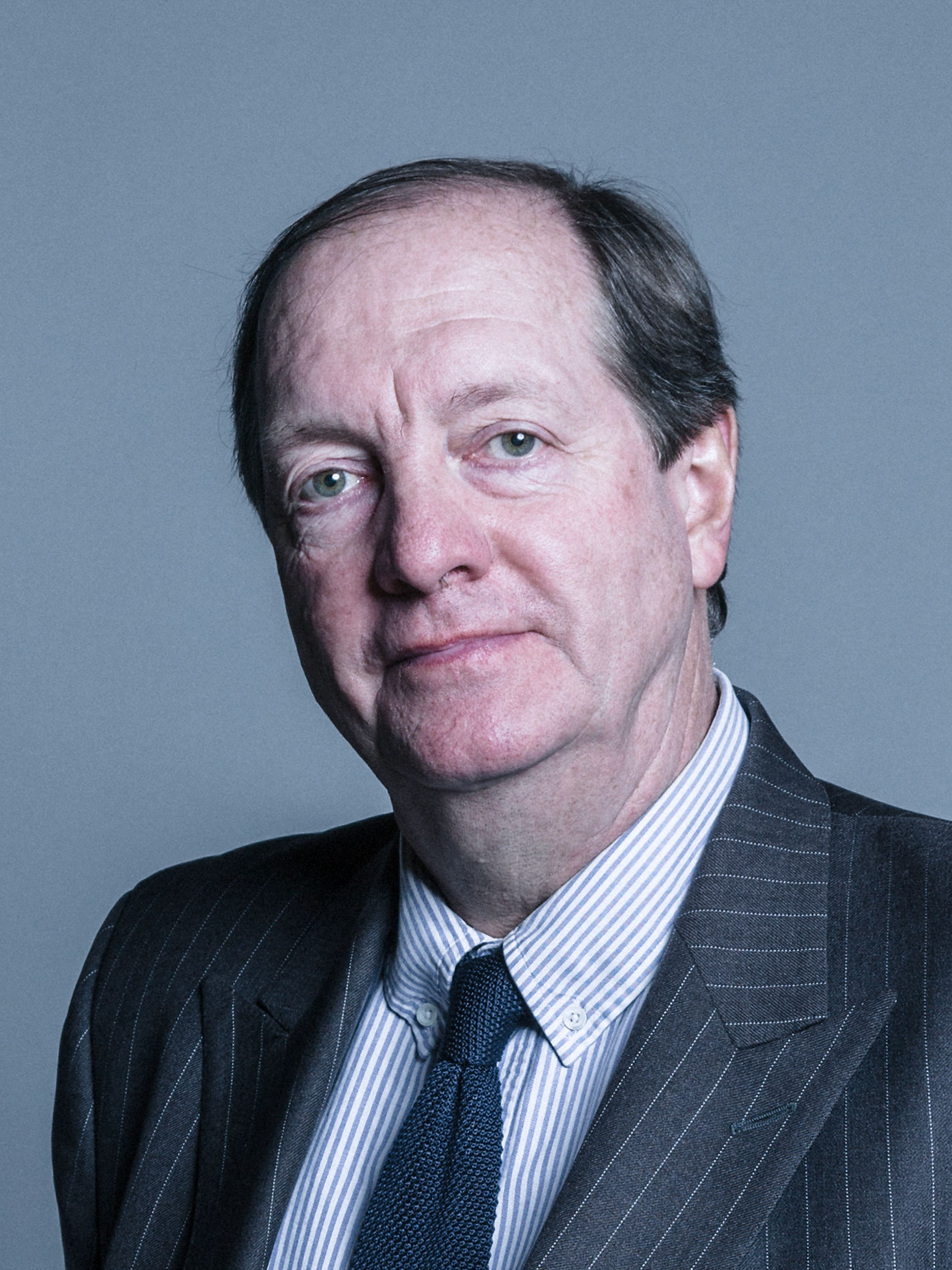
Nicholas Fairfax, 14. Lord Fairfax of Cameron

Nicholas John Albert Fairfax, 14. Lord Fairfax of Cameron (* 4. Januar 1956) ist ein britischer Peer und Barrister.
Er ist der älteste Sohn von Thomas Fairfax, 13. Lord Fairfax of Cameron, und dessen Gattin Sonia Helen Gunston. Als sein Vater im Jahre 1964 starb, erbte er als 8-Jähriger dessen Titel eines Lord Fairfax of Cameron und den seit 1963 damit verbundenen Sitz im House of Lords. Er besuchte zunächst das Eton College und studierte danach Rechtswissenschaft am Downing College der University of Cambridge. 1977 wurde er Mitglied der Londoner Anwaltskammer Gray’s Inn und als Barrister zugelassen. Er ist Mitglied des Vorstandes von Sowkomflot. 1982 heiratete Fairfax Annabel Morriss, mit der er drei Söhne hat. Mit dem Inkrafttreten des House of Lords Act 1999 verlor er seinen ererbten Parlamentssitz. Am 24. November 2015 gewann Lord Fairfax of Cameron die Nachwahl, die nach dem Tod von Edward Douglas-Scott-Montagu, 3. Baron Montagu of Beaulieu, nötig geworden war, und zog so erneut auf Seiten der Conservative Party in das House of Lords ein.